# Quercus boyntonii
 (janvier 2022).
La mise en forme du texte ne suit pas les recommandations de Wikipédia : il faut le « wikifier ».
Les points d'amélioration suivants sont les cas les plus fréquents :
- Les titres sont pré-formatés par le logiciel. Ils ne sont ni en capitales, ni en gras.
- Le texte ne doit pas être écrit en capitales (les noms de famille non plus), ni en gras, ni en italique, ni en « petit »…
- Le gras n'est utilisé que pour surligner le titre de l'article dans l'introduction, une seule fois.
- L'italique est rarement utilisé : mots en langue étrangère, titres d'œuvres, noms de bateaux, etc.
- Les citations ne sont pas en italique mais en corps de texte normal. Elles sont entourées par des guillemets français : « et ».
- Les listes à puces sont à éviter, des paragraphes rédigés étant largement préférés. Les tableaux sont à réserver à la présentation de données structurées (résultats, etc.).
- Les appels de note de bas de page (petits chiffres en exposant, introduits par l'outil «  Source ») sont à placer entre la fin de phrase et le point final[comme ça].
- Les liens internes (vers d'autres articles de Wikipédia) sont à choisir avec parcimonie. Créez des liens vers des articles approfondissant le sujet. Les termes génériques sans rapport avec le sujet sont à éviter, ainsi que les répétitions de liens vers un même terme.
- Les liens externes sont à placer uniquement dans une section « Liens externes », à la fin de l'article. Ces liens sont à choisir avec parcimonie suivant les règles définies. Si un lien sert de source à l'article, son insertion dans le texte est à faire par les notes de bas de page.
- La présentation des références doit suivre les conventions bibliographiques. Il est recommandé d'utiliser les modèles {{Ouvrage}}, {{Chapitre}}, {{Article}}, {{Lien web}} et/ou {{Bibliographie}}. Le mode d'édition visuel peut mettre en forme automatiquement les références.
- Insérer une infobox (cadre d'informations à droite) n'est pas obligatoire pour parachever la mise en page.

Pour une aide détaillée, merci de consulter Aide:Wikification.
Si vous pensez que ces points ont été résolus, vous pouvez retirer ce bandeau et améliorer la mise en forme d'un autre article.
Espèce
Classification phylogénétique
Quercus boyntonii est une espèce rare de chêne nord-américain. À l'heure actuelle, on ne le trouve qu'en Alabama, bien que des documents historiques indiquent qu'il poussait autrefois aussi au Texas. Il est communément appelé chêne des postes de Boynton[4] ou chêne de Boynton.
Le Quercus boyntonii est une espèce rare et mal connue. C'est un arbuste ou un petit arbre, atteignant parfois une hauteur de 6 mètres mais généralement plus petit. Les feuilles sont vert foncé, glabres et brillantes sur la face supérieure, couvertes de nombreux poils gris sur la face inférieure,.

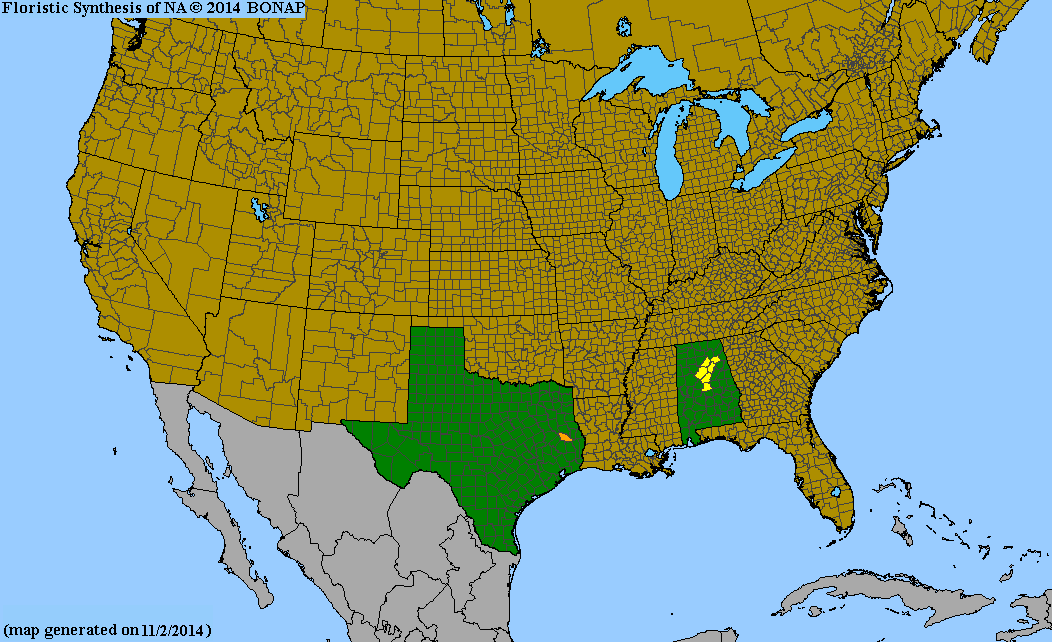
Aire de répartition du Quercus boyntonii (en jaune et anciennement en orange)

## Listes de références
1. ↑  « Figure 1: Distribution map of Synandreae in North America. », sur dx.doi.org (consulté le 10 janvier 2022)
2. ↑  Clarence Prestwich et Ruth Book, « A Comparison of Standards: USDA-Natural Resources Conservation Service and ASABE », 2021 ASABE Annual International Virtual Meeting, July 12-16, 2021, American Society of Agricultural and Biological Engineers,‎ 2021 (DOI 10.13031/aim.202100041, lire en ligne, consulté le 10 janvier 2022)
3. ↑  « Quercus boyntonii: Kenny, L., Wenzell, K. & Beckman, E. », sur IUCN Red List of Threatened Species, 11 mars 2015 (consulté le 10 janvier 2022)
4. ↑  Nancy R. Morin, « New Publication: Flora of North America North of Mexico, Volume 28: Bryophyta, Part 2.NEW PUBLICATION: Flora of North America north of Mexico, Volume 28: Bryophyta, Part 2. Flora of North America Editorial Committee, pp. US $95  (ISBN 9780190202750). Oxford University Press, www.oup.com. August 2014. », Evansia, vol. 31, no 3,‎ septembre 2014, p. 112–112 (ISSN 0747-9859, DOI 10.1639/079.031.0307, lire en ligne, consulté le 10 janvier 2022)